# Dunkeltalbrücke
Die Dunkeltalbrücke ist ein 291 m langes zweigleisiges Eisenbahnüberführungsbauwerk der Neubaustrecke Ebensfeld–Erfurt, das zwischen der Grubentalbrücke und dem Tunnel Rehberg, in unmittelbarer Nähe des höchsten Punkts der Strecke, angeordnet ist. Die Brücke steht in Südthüringen westlich von Goldisthal und überspannt mit einem Bogen von 141 m Stützweite das tief eingeschnittene Dunkeltal mit seinen symmetrischen, etwa 30° steilen Talflanken. Im Talgrund verlaufen der Lauterborn und ein Forstwirtschaftsweg. Die Streckentrasse liegt in maximal 65 m Höhe über dem Talgrund und ist bei einer Entwurfsgeschwindigkeit von 300 km/h im Bauwerksbereich gerade. Die Brücke hat eine Feste Fahrbahn mit 4,5 m Gleisabstand und auf der östlichen Seite eine Lärmschutzwand.
Das Bauwerk liegt zwischen den Streckenkilometern 134,779 und 135,070 der Neubaustrecke.

## Geschichte
Die Brücke ist zusammen mit dem Tunnel Masserberg und Tunnel Rehberg sowie der Rehtalbrücke Bestandteil des 2,3 km langen Bauabschnitts 3212 (Südlicher Thüringer Wald), der im Januar 2010 mit einer Vergabesumme von 70 Mio. € beauftragt wurde. Der Bogen war im Dezember 2011 fertiggestellt.
Am 11. September 2012 erfolgte die Betonage der Fahrbahnplatte des letzten Überbauabschnittes. Dies wurde von der Bogenmitte nach rechts und links gleichzeitig durchgeführt. Das Bauwerk wurde als vorletztes der 17 Brücken der Strecke im Thüringer Wald vollendet.
Ende 2013 war die Brücke im Rohbau fertiggestellt.

## Konstruktion

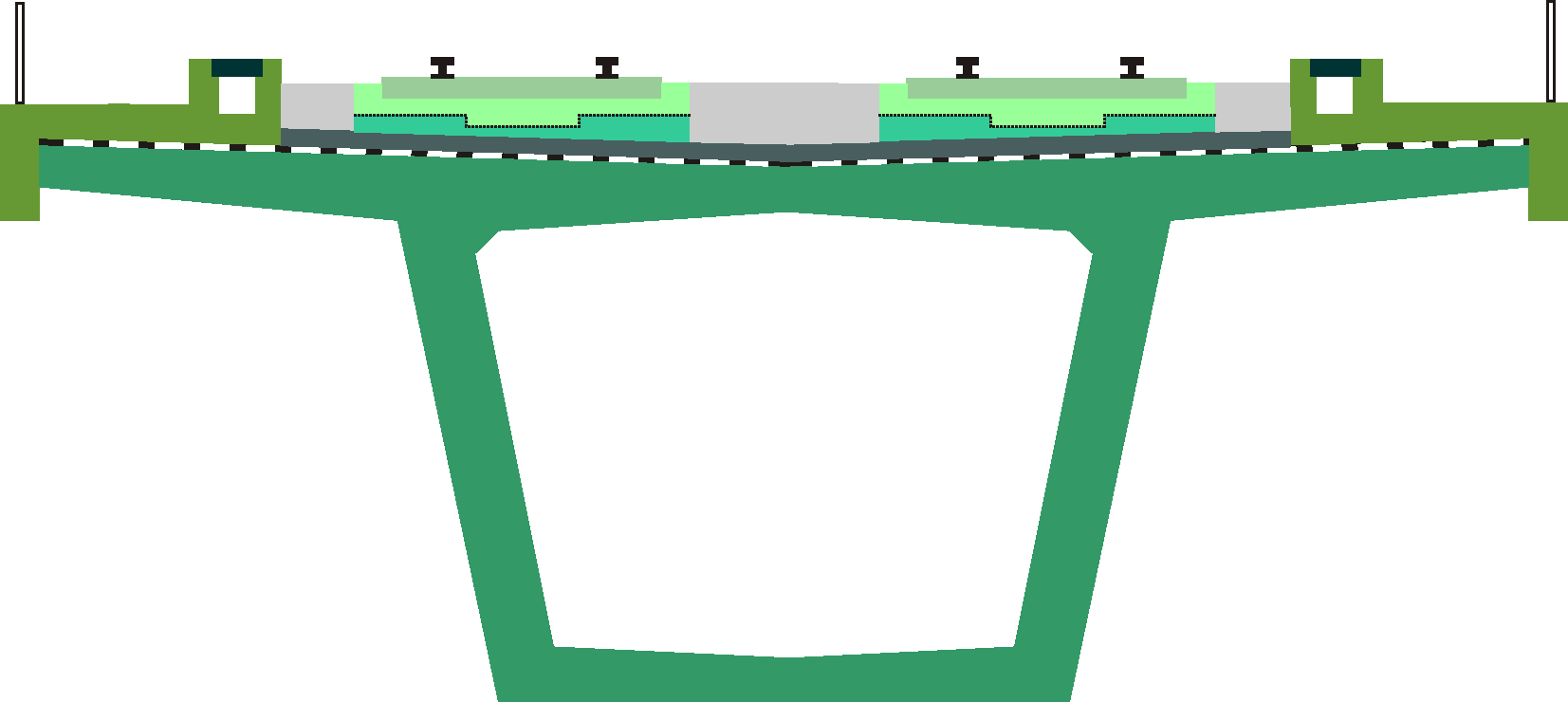
Querschnitt Überbau

Der 291 m lange Überbau besitzt die Querschnittsform eines einzelligen Stahlbetonhohlkastens mit geneigten Stegen, in Längsrichtung vorgespannt. Zusätzlich ist die Fahrbahnplatte in Querrichtung vorgespannt. Die maximale Breite des Überbaus beträgt 14,1 m. Die Konstruktionshöhe liegt bei 2,7 m, die Bauhöhe bei 3,635 m. Südlich und nördlich vom Bogen sind jeweils drei Einfeldträger mit 25 m Stützweite vorhanden, deren horizontale Festlagerungen in Längsrichtung auf den beiden Kämpferpfeilern liegen. Über dem Bogen befindet sich als aufgeständerter Fahrbahnträger ein Durchlaufträger mit sieben Öffnungen mit je 20,15 m Stützweite und einer horizontalen Festlagerung in Längsrichtung über Bogenmitte. Der Oberbau hat keine Schienenauszüge.
Die Herstellung des Überbaus erfolgte von beiden Widerlagern aus in Richtung Brückenmitte feldweise auf Traggerüsten. Bei jedem Takt wurde zuerst der untere Trogquerschnitt und anschließend die obere Fahrbahnplatte betoniert.
Die Pfeiler der Brücke haben einen rechteckigen Stahlbetonhohlquerschnitt und verjüngen sich mit einem Anzug von 70:1 nach oben. Die Abmessungen betragen am Pfeilerkopf 2,7 m × 5,8 m (Breite × Tiefe). Die sechs Ständer auf dem Bogen haben ebenfalls Hohlquerschnitte. Deren Abmessungen sind konstant 1,75 m × 4,6 m.
Der Stahlbetonbogen mit 141 m Stützweite und einem Stich von 33,9 m ist parabelförmig stetig gekrümmt. Er hat einen Hohlquerschnitt mit veränderlichen Abmessungen, 4,20 m × 6,85 m am Kämpfer und 3,2 m × 5,8 m im Scheitel. Er wurde auf einem von fünf Rüsttürmen getragenen, temporären Lehrgerüst hergestellt. Die in Abständen von höchstens 17,5 m stehenden Rüsttürme hatten eine Grundfläche von 8,0 m × 6,0 m. Sie waren zwischen 14 m und 52 m hoch. Die Betonoberfläche der Bodenplatte wurde mit hydraulisch gesteuerten Nivellier- und Glättwalzen verdichtet, was den Verzicht auf eine Deckelschalung ermöglichte.
Insgesamt wurden etwa 7400 m³ Beton, 1300 t Beton- und 145 t Spannstahl aufgewendet.

## Bauzustände

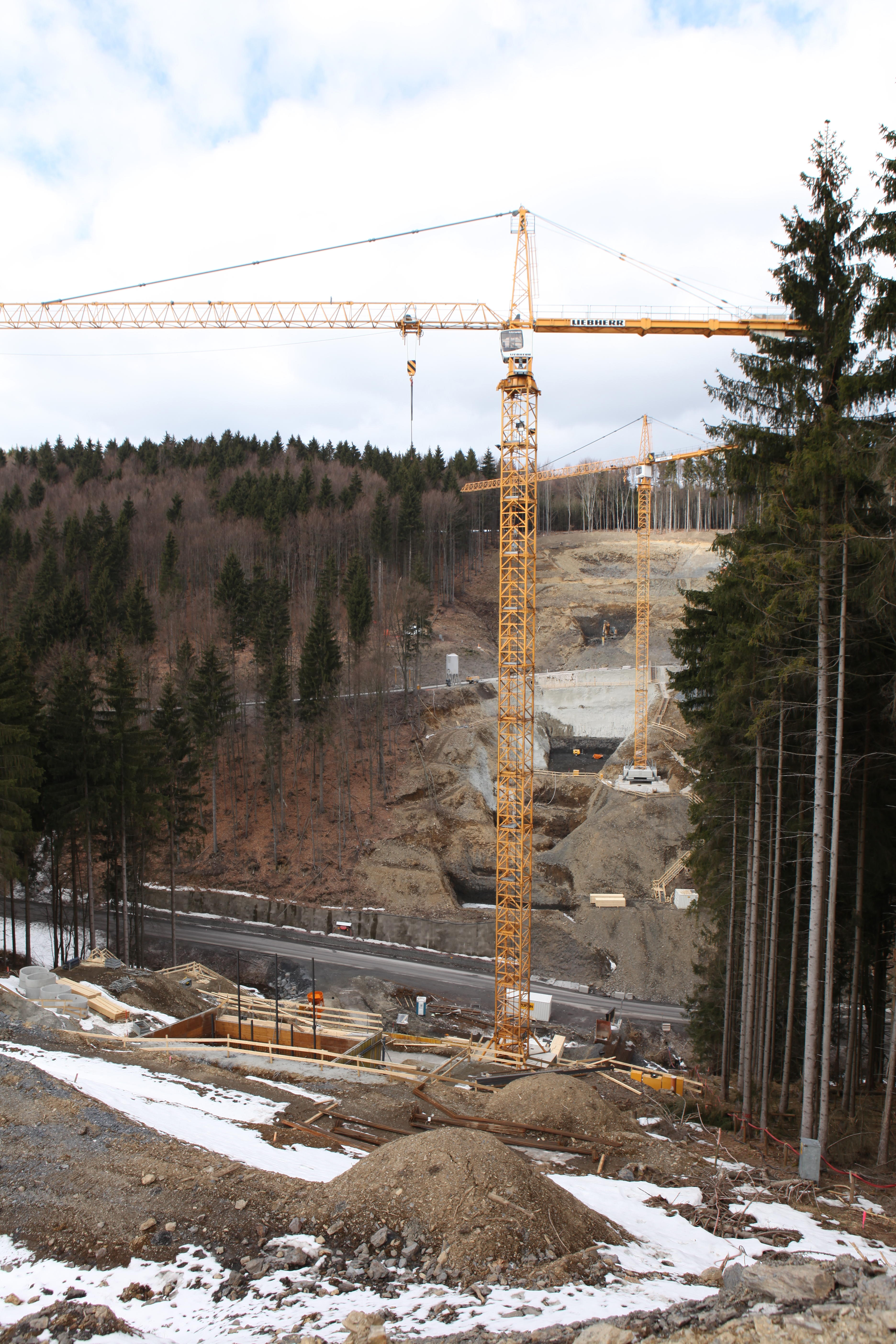
März 2011
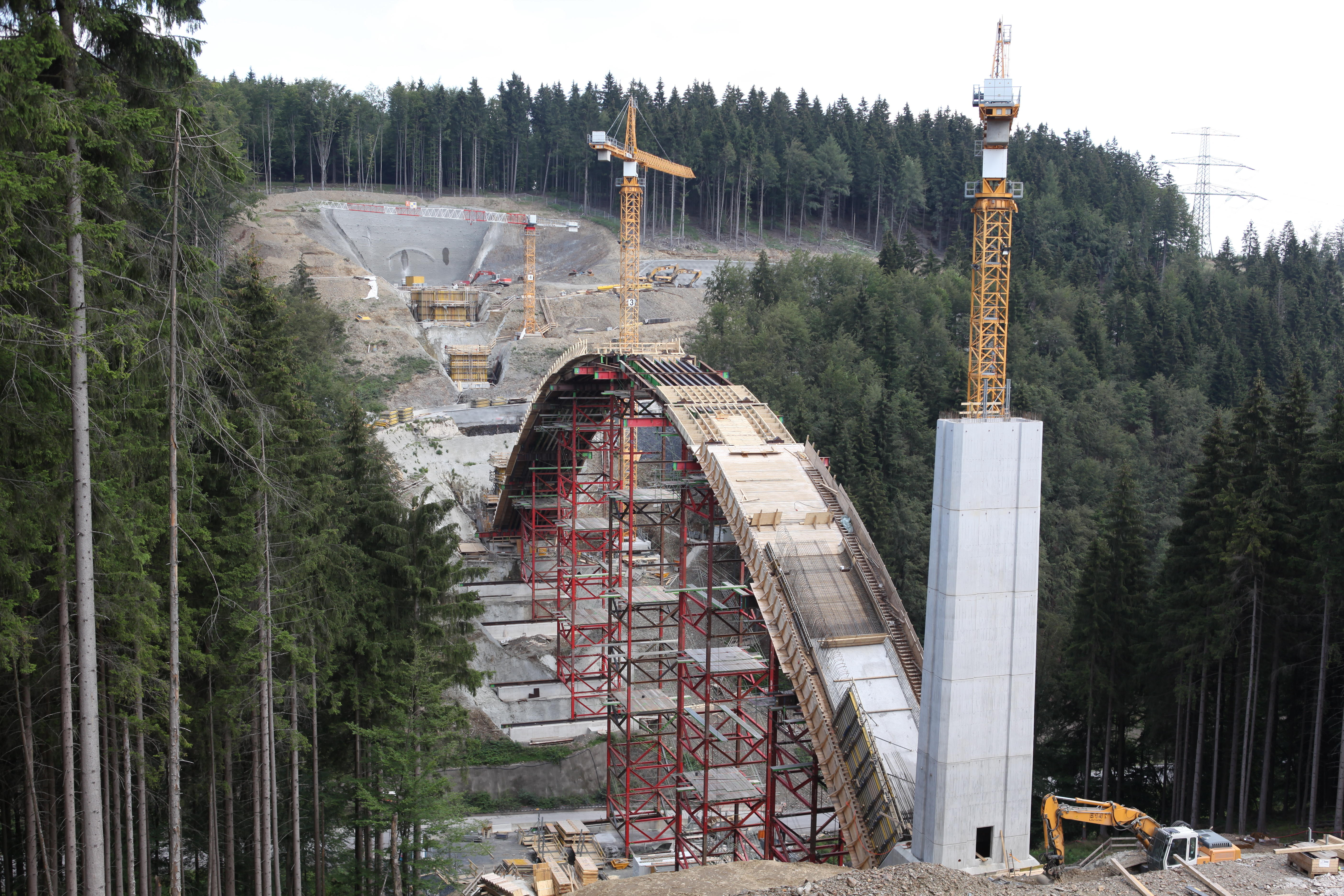
Juli 2011
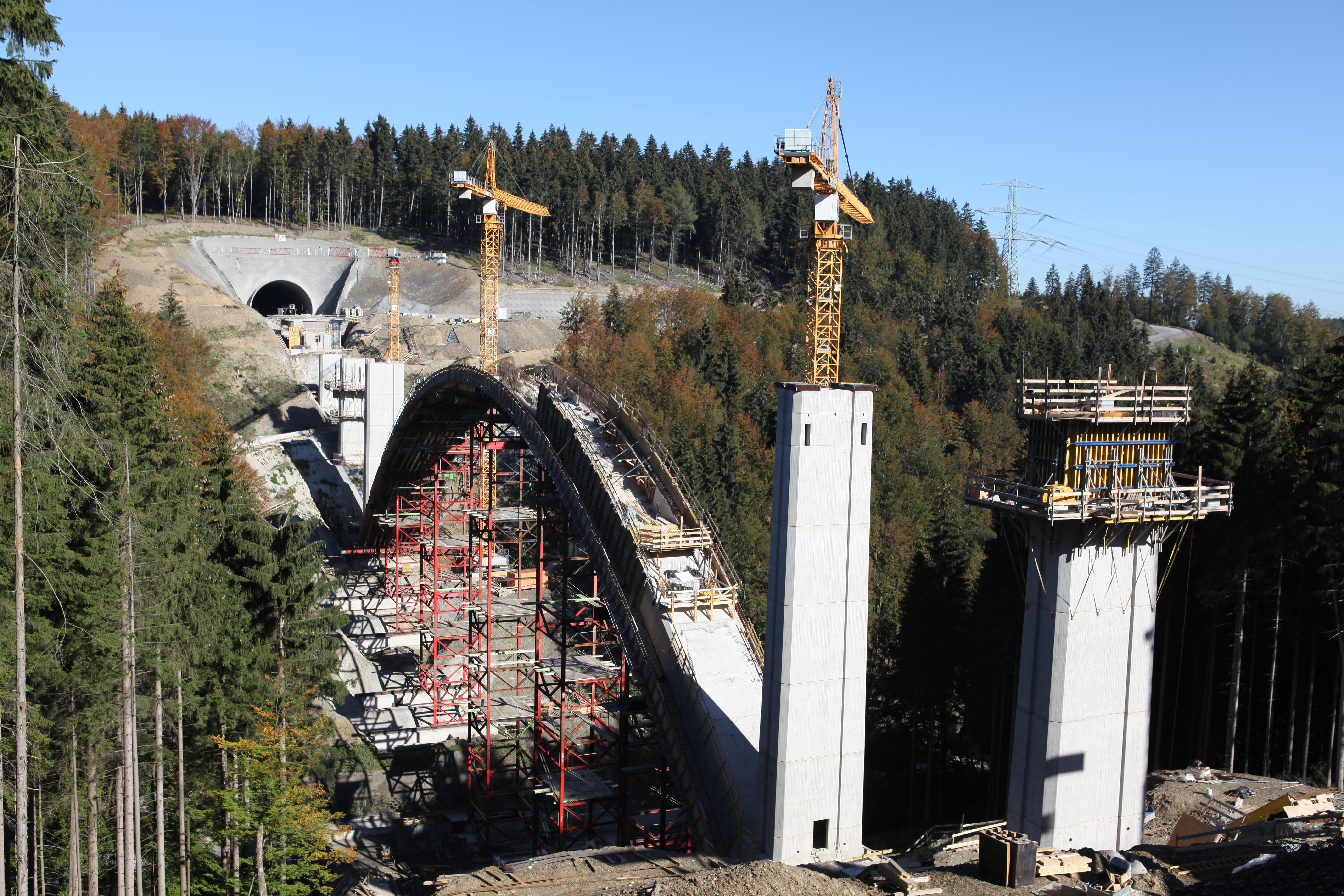
Oktober 2011
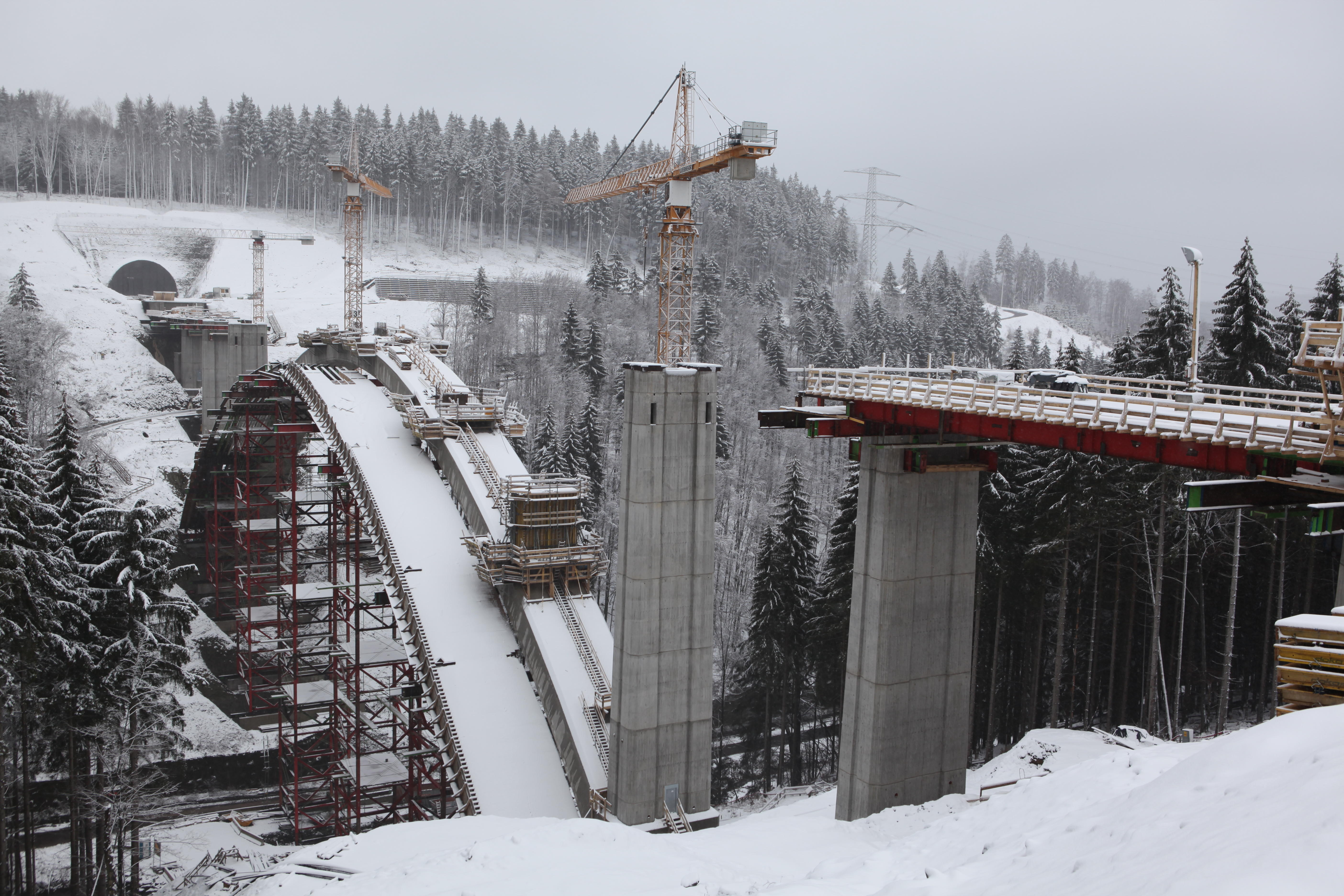
Dezember 2011
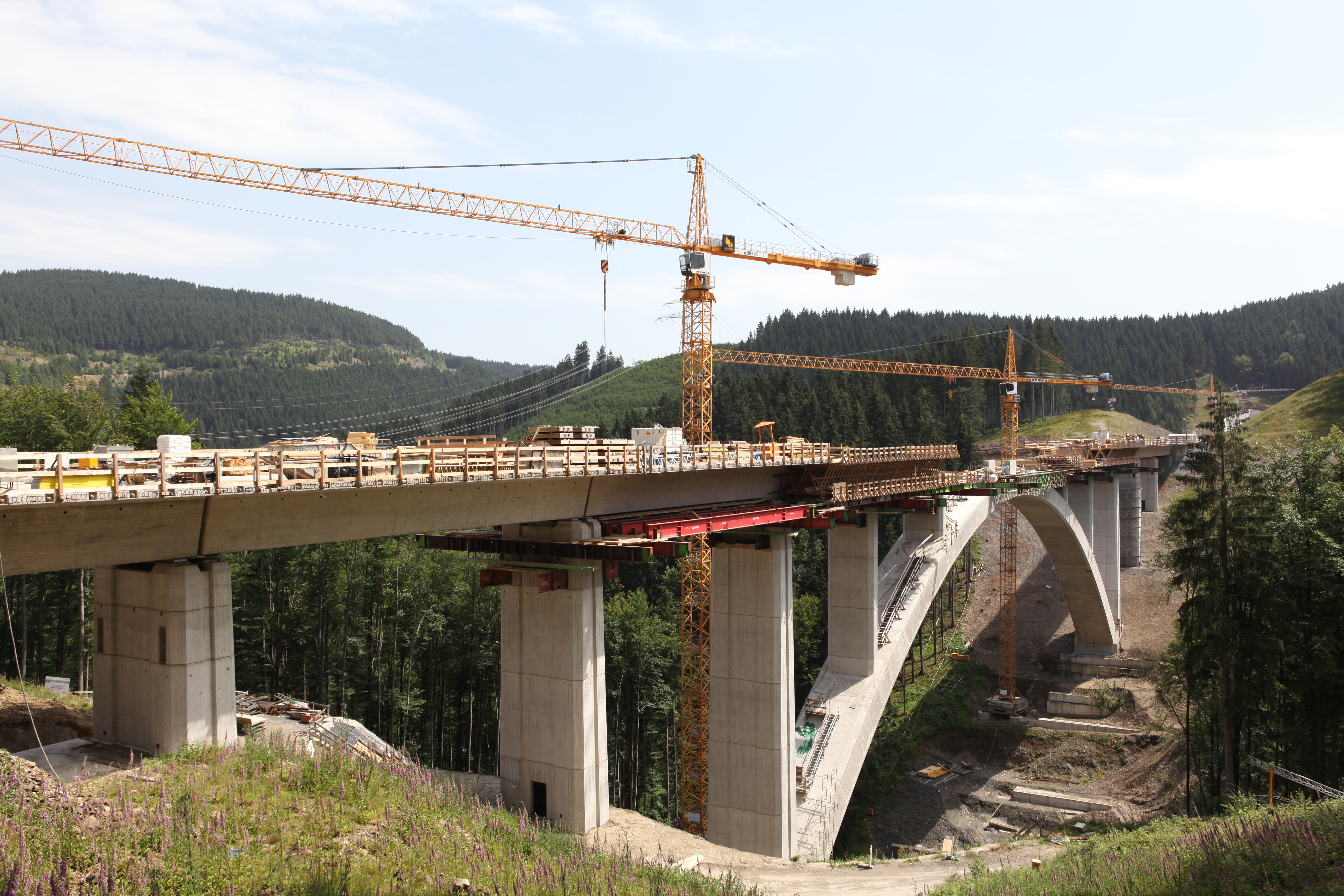
Juli 2012